# Severní Afrika

Severní Afrika (geoschéma OSN)
Geografické vymezení (zahrnuje i horní státy)

Severní Afrika, která je od zbytku afrického kontinentu oddělena pouští Saharou, představuje nejsevernější část tohoto kontinentu. Z geopolitického hlediska podle definice OSN zahrnuje tento region následujících sedm zemí:
- Alžírsko
- Egypt
- Libye
- Maroko
- Súdán
- Tunisko
- Západní Sahara

Sporné území Západní Sahara, ležící v západní části severní Afriky, je okupováno Marokem.
Někdy se do tohoto regionu řadí také Azory, Kanárské ostrovy, Etiopie, Eritrea, Madeira, Mali, Mauritánie, Niger a Čad.
Severozápadní část Afriky, tj. území států Maroka, Západní Sahary, Alžíru, Tuniska, Libye a Mauritánie (tedy kromě údolí Nilu), je nazývána Maghreb nebo Tamazgha. Ve francouzštině se takto označují tři bývalé francouzské kolonie. V arabských jazycích se takto označuje pouze oblast Maroka.
V severní části Maroka také leží oblasti pod svrchovaností Španělska španělské severoafrické državy (exklávy). Jsou jimi Ceuta a Melilla.
Některé státy na severu Afriky, zejména Egypt a Libye, se často počítají do území označovaného jako Blízký východ, protože mají v určitých aspektech blíže k západní Asii než k oblasti Maghreb. Část Sinajského poloostrova patřícího Egyptu spadá také pod Asii, což z Egypta tvoří transkontinentální zemi.

## Podnebí

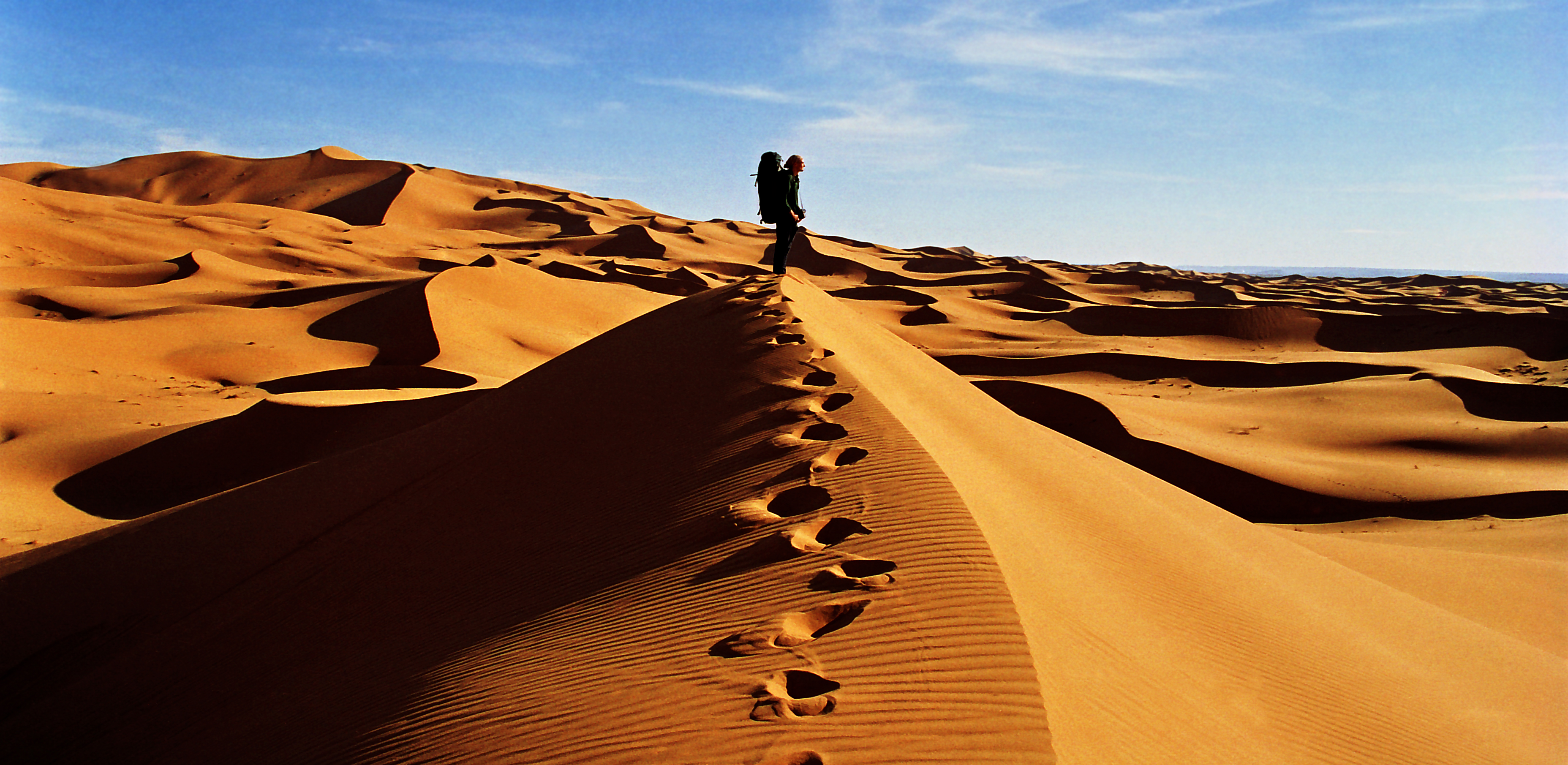
Sahara, Alžírsko.

Jen úzký pruh pobřeží Středozemního moře a povodí dolního Nilu má příjemné subtropické podnebí. Tam je také osídlení nejhustší. V severní Africe jinak převažují rozsáhlé pouště a polopouště. Od ostatních částí Afriky se tato oblast výrazně odlišuje nejen krajinou, ale i lidmi.

## Obyvatelstvo

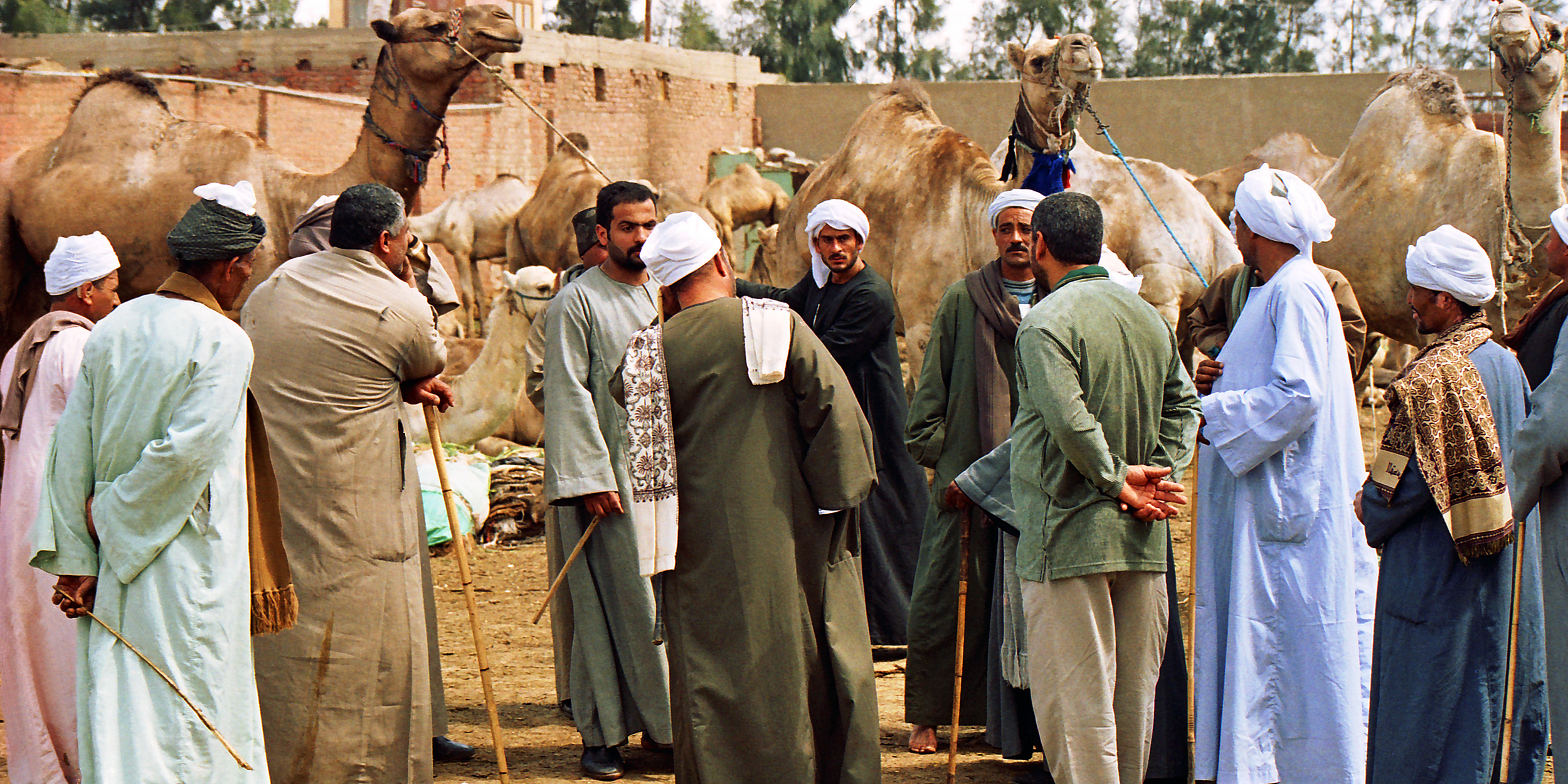
Velbloudí trh u Káhiry, Egypt.

Lidé v severní Africe mohou být rozděleni do následujících skupin: obyvatelé (většinou Berbeři) oblasti Maghreb, obyvatelé saharské oblasti (např. Tuaregové a další skupiny), obyvatelé nilského údolí (např. černošští obyvatelé údolí – tzv. Nilotikové) a další menší skupiny původního černošského a berberského obyvatelstva.
Maghrebští Berbeři mají světlejší pokožku než ti ze západu. Jsou považováni za původní obyvatelstvo této oblasti a za potomky černých Berberů smíšených s kavkazskými a asijskými národy, které migrovaly přes kontinent.[zdroj?]
V oblasti severní Afriky bylo a zůstává velké množství náboženství a religiózních kultů. Nejstarší z nich je starověké egyptské náboženství, velmi dlouhou tradici měl berberský polyteismus, od samého počátku je přítomno křesťanství – zejména v monofyzitské, respektive miafyzitské formě –, které severní Africe vládlo až do příchodu islámu. Ten nedlouho po svém vzniku ovládl celou severní Afriku. Křesťanství zůstalo jako menšinové náboženství zejména v Egyptě. V současnosti vládne severní Africe v náboženské oblasti islám (většinově sunnitský, ale silné zastoupení má v jižní části severní Afriky také bezkonfesijní islám), ovšem zejména v jižních regionech Súdánu podle afrikanisty Ondřeje Havelky stále existuje nemálo tradičních afrických náboženství. Tamější islám bývá vzhledem k inklinaci k synkretismům nazýván Black Islam. Známí jsou například súdánští dervíšové nebo muslimští předáci, kteří jsou zároveň kněžími tradičního náboženství.

## Kultura

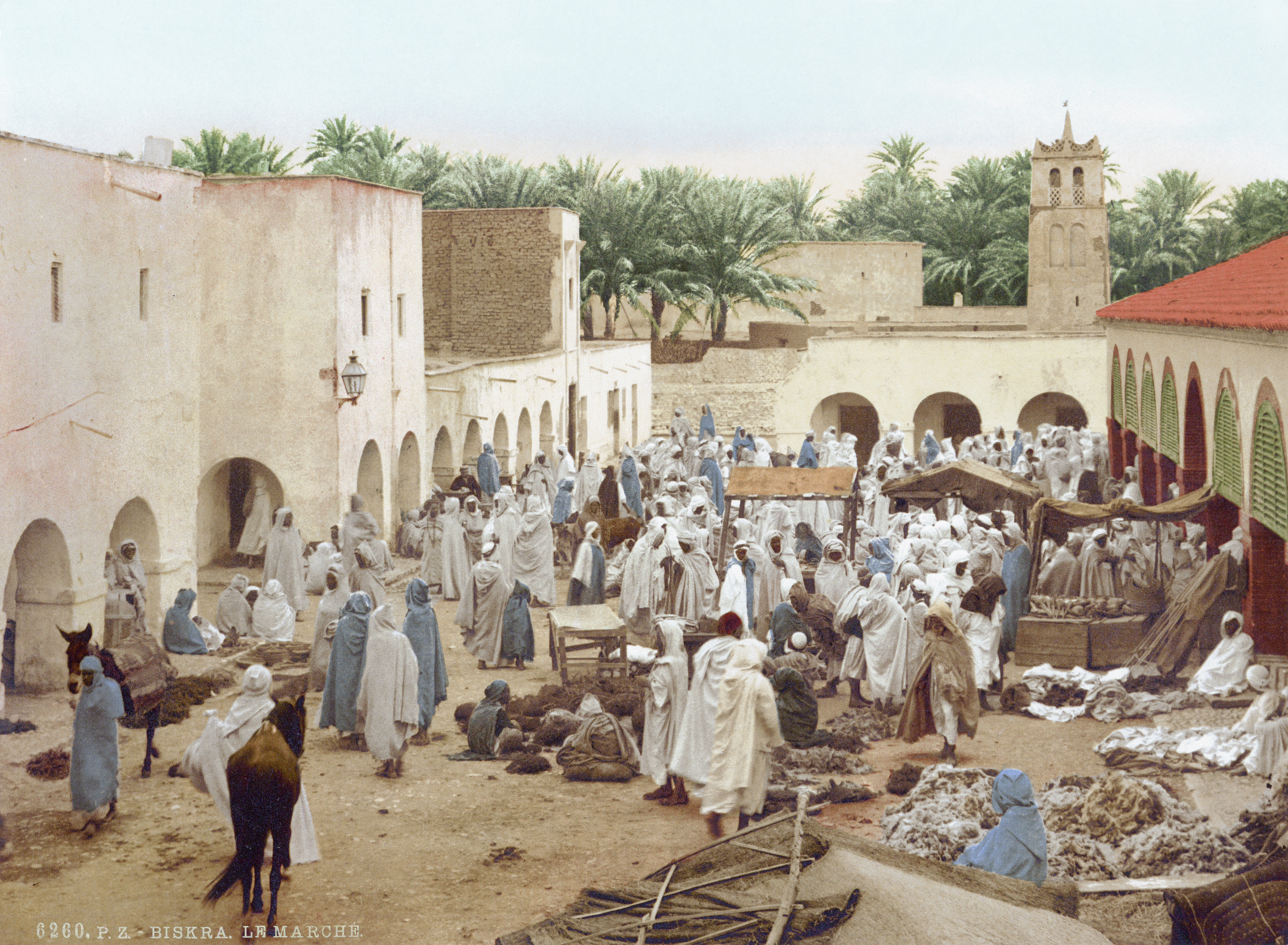
Trh ve městě Biskra v Alžírsku, 1899

Po období středověku bylo území pod kontrolou Osmanské říše až na Maroko. Po 19. století bylo kolonizováno Francií, Velkou Británií, Španělskem a Itálií. Během 50. až 70. let získaly všechny severoafrické státy nezávislost, až na malé španělské severoafrické državy na severu Maroka a Západní Saharu, které přešla pod marockou vládu.

## Ekonomika
V severní Africe se většinou chová a pěstuje to samé. Nejčastější je pšenice, pomeranče, olivy, čirok a neméně častými jsou datle, fazole, citrusy, rajčata, kedlubny a proso. Nejvíce chovanými zvířaty jsou kozy, ovce a velbloudi, a protože jde převážně o pobřežní státy, hojný je i rybolov.
V Egyptě, Maroku a Západní Sahaře se nachází 3/4 světových zásob fosfátů. Jsou zde i ložiska železné rudy, stříbra, olova a mědi. Na severu se též hojně nachází ložiska ropy.